# Independent Spirit Awards 2001
La cerimonia di premiazione della 16ª edizione degli Independent Spirit Awards si è svolta il 24 marzo 2001 sulla spiaggia di Santa Monica, California ed è stata presentata da John Waters. Angela Bassett e Benicio del Toro sono stati i presidenti onorari.

## Vincitori e candidati
I vincitori sono indicati in grassetto, a seguire gli altri candidati.

### Miglior film
- La tigre e il dragone (Wo hu cang long), regia di Ang Lee
- Prima che sia notte (Before Night Falls), regia di Julian Schnabel
- George Washington, regia di David Gordon Green
- Ghost Dog - Il codice del samurai (Ghost Dog: The Way of the Samurai), regia di Jim Jarmusch
- Requiem for a Dream, regia di Darren Aronofsky

### Miglior film sotto i500000€
- Chuck & Buck, regia di Miguel Arteta
- Bunny, regia di Mia Trachinger
- Everything Put Together (Tutto sommato) (Everything Put Together), regia di Marc Forster
- Groove, regia di Greg Harrison
- Our Song, regia di Jim McKay

### Miglior attore protagonista
- Javier Bardem - Prima che sia notte (Before Night Falls)
- Billy Crudup - Jesus' Son
- Adrien Brody - Restaurant
- Hill Harper - The Visit
- Mark Ruffalo - Conta su di me (You Can Count on Me)

### Miglior attrice protagonista
- Ellen Burstyn - Requiem for a Dream
- Joan Allen - The Contender
- Sanaa Lathan - Love & Basketball
- Kelly Macdonald - Two Family House
- Laura Linney - Conta su di me (You Can Count on Me)

### Miglior regista
- Ang Lee - La tigre e il dragone (Wo hu cang long)
- Julian Schnabel - Prima che sia notte (Before Night Falls)
- Christopher Guest - Campioni di razza (Best in Show)
- Miguel Arteta - Chuck & Buck
- Darren Aronofsky - Requiem for a Dream

### Miglior fotografia
- Matthew Libatique - Requiem for a Dream
- Xavier Pérez Grobet e Guillermo Rosas - Prima che sia notte (Before Night Falls)
- Tim Orr - George Washington
- John de Borman - Hamlet 2000 (Hamlet)
- Lou Bogue - L'ombra del vampiro (Shadow of the Vampire)

### Miglior sceneggiatura
- Kenneth Lonergan - Conta su di me (You Can Count on Me)
- Mike White - Chuck & Buck
- Valerie Breiman - Love & Sex
- Raymond De Felitta - Two Family House
- Robert Dillon - Waking the Dead

### Miglior attore non protagonista
- Willem Dafoe - L'ombra del vampiro (Shadow of the Vampire)
- Gary Oldman - The Contender
- Giovanni Ribisi - The Gift - Il dono (The Gift)
- Cole Hauser - Tigerland
- Billy Dee Williams - The Visit

### Miglior attrice non protagonista
- Zhang Ziyi - La tigre e il dragone (Wo hu cang long)
- Lupe Ontiveros - Chuck & Buck
- Marcia Gay Harden - Pollock
- Jennifer Connelly - Requiem for a Dream
- Pat Carroll - Songcatcher

### Miglior film d'esordio
- Conta su di me (You Can Count on Me), regia di Kenneth Lonergan
- 1 km da Wall Street (Boiler Room), regia di Ben Younger
- Girlfight, regia di Karyn Kusama
- Love & Basketball, regia di Gina Prince-Bythewood
- The Visit, regia di Jordan Walker-Pearlman

### Miglior sceneggiatura d'esordio
- Gina Prince-Bythewood - Love & Basketball
- Ben Younger - 1 km da Wall Street (Boiler Room)
- David Gordon Green - George Washington
- Ross Klavan e Michael McGruther - Tigerland
- Jordan Walker-Pearlman - The Visit

### Miglior documentario
- Dark Days, regia di Marc Singer
- The Eyes of Tammy Faye, regia di Randy Barbato e Fenton Bailey
- Long Night's Journey Into Day, regia di Frances Reid e Deborah Hoffmann
- Paragraph 175, regia di Rob Epstein e Jeffrey Friedman
- Sound and Fury, regia di Josh Aronson

### Miglior performance di debutto
- Michelle Rodriguez - Girlfight
- Mike White - Chuck & Buck
- l'intero cast di George Washington
- Emmy Rossum - Songcatcher
- Rory Culkin - Conta su di me (You Can Count on Me)

### Miglior film straniero
- Dancer in the Dark, regia di Lars von Trier
- In the Mood for Love (Huayang nianhua), regia di Wong Kar-wai
- Malli, regia di Santosh Sivan
- Zona di guerra (The War Zone), regia di Tim Roth
- Il tempo dei cavalli ubriachi (Zamani barayé masti asbha), regia di Bahman Ghobadi

### Truer Than Fiction Award
- David S. Shapiro e Laurie Shapiro - Keep the River on Your Right: A Modern Cannibal Tale
- Jem Cohen e Peter Sillen - Benjamin Smoke
- James Ronald Whitney - Just, Melvin: Just Evil
- Vincent Fremont e Shelly Dunn Fremont - Pie in the Sky: The Brigid Berlin Story

### Producers Award
- Paul S. Mezey - The Ballad of Ramblin' Jack e Spring Forward
- Jim McKay - American Movie e Our Song
- Tim Perell - Louis & Frank e I segreti del cuore (The Myth of Fingerprints)
- Diana E. Williams - The Love Machine e Our Song

### Someone to Watch Award
- Marc Forster - Everything Put Together (Tutto sommato) (Everything Put Together)
- Mia Trachinger - Bunny
- Dan McCormack - Other Voices